# Richie Rich (film)
Richie Rich är en amerikansk familjefilm som hade biopremiär i USA den 21 december 1994, regisserad av Donald Petrie, och med titelrollen spelas av Macaulay Culkin
FIlmen regisserades av Donald Petrie. Filmen är baserad på seriefiguren Richie Rich (eller Ricke Rik som han hette i den tecknade TV-serien på svenska), världens rikaste barn. Filmens huvudrollsinnehavare Macaulay Culkin nominerades 1995 till en Razzie som årets sämsta skådespelare för roll som Richie Rich och sina insatser i Nu är vi kvitt farsan! samt Pagemaster – den magiska resan.

## Rollista (urval)
| Macaulay Culkin    | – Richie Rich        |
| John Larroquette   | – Laurence Van Dough |
| Edward Herrmann    | – Richard Rich       |
| Jonathan Hyde      | – Cadbury            |
| Christine Ebersole | – Regina             |
| Stephi Lineburg    | – Gloria             |
| Michael McShane    | – professor Keenbean |

### Fotnoter
1. ↑  ”Richie Rich” (på engelska). Box Office Mojo. 21 oktober 1994. http://www.boxofficemojo.com/movies/?id=richierich.htm. Läst 9 september 2016.